# Hans-Peter Foidl
Hans-Peter Foidl (* 2. April 1978 in St. Johann in Tirol) ist ein früherer österreichischer Biathlet.

## Leben
Hans-Peter Foidl lebt in Boden und trainiert in Reith bei Kitzbühel, wo er für den SC Kitzbühel antrat. Er wurde von Wolfgang Korosec trainiert. 1997 begann er mit dem Biathlon und 1999 lief er in Friedenweiler im Rahmen des Biathlon-Europacups seine ersten internationalen Rennen. Schon in seinem dritten Rennen, einem Staffelrennen, kam er auf den zweiten Platz. Erstes Großereignis wurden die Biathlon-Europameisterschaften 2001 in Haute-Maurienne, wo Foidl Elfter des Einzels, 24. des Sprints und 17. der Verfolgung werden konnte. Zum Auftakt der Saison 2001/02 debütierte der Österreicher in Hochfilzen im Biathlon-Weltcup und wurde 53. eines Sprints. 2002 in Kontiolahti, 2003 in Forni Avoltri, 2004 in Minsk, 2006 in Langdorf und 2008 in Nové Město na Moravě trat Foidl erneut bei Europameisterschaften an. Beste Ergebnisse waren ein 18. Platz im Einzel und 14. Platz der Verfolgung 2003 und Rang 13 2006. Mit der Staffel wurde er 2002 Sechster, 2003 Siebter. Im Weltcup war ein 50. Platz im Verfolgungsrennen von Pokljuka bestes Ergebnis. Mit der Staffel erreichte er 2005 und 2006 in Oberhof jeweils fünfte Plätze.
Foidls eigentliches Betätigungsfeld, in dem er seine größten Erfolge feierte, war der Europacup. 2003 gewann er in Méribel sein erstes Sprintrennen. Diverse Siege und Podiumsplatzierungen folgten. 2002/03 gewann er die Gesamtwertung, 2005/06 wurde er Vierter. Zum Abschluss seiner Karriere gewann er 2008 den Titel mit der Staffel bei den österreichischen Meisterschaften.

## Biathlon-Weltcup-Platzierungen
Die Tabelle zeigt alle Platzierungen (je nach Austragungsjahr einschließlich Olympische Spiele und Weltmeisterschaften).
- 1.–3. Platz: Anzahl der Podiumsplatzierungen
- Top 10: Anzahl der Platzierungen unter den ersten zehn (einschließlich Podium)
- Punkteränge: Anzahl der Platzierungen innerhalb der Punkteränge (einschließlich Podium und Top 10)
- Starts: Anzahl gelaufener Rennen in der jeweiligen Disziplin

| Platzierung              | Einzel | Sprint | Verfolgung | Massenstart | Staffel | Gesamt |
| ------------------------ | ------ | ------ | ---------- | ----------- | ------- | ------ |
| 1. Platz                 |        |        |            |             |         |        |
| 2. Platz                 |        |        |            |             |         |        |
| 3. Platz                 |        |        |            |             |         |        |
| Top 10                   |        |        |            |             | 2       | 2      |
| Punkteränge              |        |        |            |             | 2       | 2      |
| Starts                   | 4      | 4      | 4          |             | 2       | 14     |
| Stand: nach Karriereende |        |        |            |             |         |        |